# Graham Smith
Donald Graham Smith (Edmonton, 9 maggio 1958) è un ex nuotatore canadese.
Specializzato nella rana, ha vinto la medaglia d'argento nella staffetta 4x100 m misti alle Olimpiadi di Montreal 1976.

È stato primatista mondiale nei 200 m misti.
Il fratello George Smith e le sorelle Rebecca "Becky" Gwendolyn Smith e Susan Evelyn Smith sono stati tutti nuotatori olimpici.

## Palmarès
- Olimpiadi

Montreal 1976: argento nella staffetta 4x100 m misti.
- Mondiali

1978 - Berlino: oro nei 200 m misti e argento nei 100 m rana.
- Giochi panamericani

1979 - San Juan: argento nei 200 m misti e nella staffetta 4x100 m misti, bronzo nei 100 m rana.